# Ugo II del Maine

La Francia verso l'anno 1000. La contea del Maine è soggetta al conte d'Angiò.

Ugo, in francese Hugues II (920/30 circa – 992 circa), fu il terzo conte del Maine della famiglia degli Ugonidi o seconda casa del Maine, dal 950 circa fino alla sua morte.

## Origine
Figlio primogenito del conte del Maine, Ugo I (il documento n° 549 del Cartulaire de l'abbaye de Saint-Cyprien de Poitiers, Archives historiques du Poitou Tome III certifica che, nel primo anno di regno di Luigi IV di Francia, tra il 936 ed il 937, Ugo (item Hugoni) controfirmò assieme al padre, Ugo I (Hugoni comitis), al conte di Poitiers, Guglielmo Testa di Stoppa, e ad altri nobili) e (molto probabilmente) di una figlia del Rorgonide, Goslino II del Maine.
Ugo I era il figlio primogenito e unico figlio maschio del conte del Maine, Ruggero I, secondo Flodoardo (Hugoni filio Rotberti) e di Rotilde (871 – 929), figlia del re dei Franchi occidentali, Carlo il Calvo e di Richilde delle Ardenne (ca. 845-910), figlia del conte Bivin di Vienne (822-877) e della moglie che era la figlia di Bosone di Arles. Secondo la Revue historique et archéologique du Maine, tome 63, Catalogue des actes des évêques du Mans jusqu'à la fin du XIII siècle, la paternità di Ugo è confermata da un documento redatto da Ugo il Grande il 3 maggio 929.
Riguardo alla paternità di Ugo sono stati sollevati alcuni dubbi in quanto il documento n° II del Cartulaire du chapitre royal de Saint-Pierre-de-la-Cour du Mans cita il conte Ugo II come figlio di Davide; inoltre nella sua Chronique de Robert de Torigni, abbé de Mont-Saint-Michel, tome II, Robert de Torigni (Torigni-sur-Vire, 1110 circa – 24 giugno 1186) abate e storico normanno, priore dell'abbazia di Bec e sedicesimo abate di Mont-Saint-Michel, scrivendo degli avvenimenti inerenti al regno di Roberto II di Francia il conte del Maine viene indicato come Davide (David, comes Cenmannensis).
Si ritiene che il Torigni abbia fatto confusione, mentre per quel che riguarda il Cartulaire du chapitre royal de Saint-Pierre-de-la-Cour du Mans, si tratta di una citazione contro molte altre che invece citano come conte del Maine Ugo I.

## Biografia
Alla morte di suo padre, Ugo I, nel 950 circa, ereditò la contea del Maine, senza particolari problemi in quanto discendente sia dalla famiglia degli Ugonidi che da quella dei Rorgonidi e, come suo padre, fu vassallo del marchese demarcus di Neustria e duca dei Franchi, suo zio, Ugo il Grande.
Comunque Il conte del Maine, Ugo II (Hugonis comiti Cenomannorum) controfirmò il documento n° LXXIII, del Cartulaire de l'abbaye de Saint-Père de Chartres, Tome I, datato 25 giugno 954, dove non essendo specificato, né l'ordinale, né la paternità, Ugo potrebbe essere sia Ugo II che il padre, Ugo I.
Dopo la morte, avvenuta nel 956, di Ugo il Grande, che aveva lasciato tre figli ancora giovani, Ugo II ne approfittò per rendersi completamente indipendente dal nuovo marchese di Neustria e duca dei Franchi, il figlio maggiore di Ugo il Grande, il cugino, Ugo Capeto. 
Proprio per questa politica di indipendenza dai Robertingi, Ugo II si alleò con i conti di Blois, Tebaldo I e poi col figlio di Tebaldo I, Oddone I, avvicinandosi all'ultimo re di Francia carolingio, Lotario IV e sostenendo i carolingi anche dopo l'ascesa al trono di Francia di Ugo Capeto.
Questa politica lo portò ad avere un difficile rapporto col vescovo di Mans, Sigfrido che fuggì dalla contea, sottraendole alcuno territori che facevano parte delle proprietà della chiesa di Mans.
Ugo II compare ancora in due donazioni: una del settembre 960, mentre l'altra è del febbraio 971.
Negli Actus Pontificum Cenomannis in urbe degentium (Le Mans), del periodo 971-997, il conte Ugo II citato due volte, a pag. 353 e a pag 354.
Sempre nel periodo 971-997, il conte Ugo II (qui citato come Ugo I), secondo il documento n° I del Cartulaire du chapitre royal de Saint-Pierre-de-la-Cour du Mans fece una donazione ai monaci ed ai canonici della Collegiale Saint-Pierre-La-Cour.
Ugo II morì verso il 992 e gli successe il figlio, Ugo, che, in una donazione, la n° LXI delle Chartes et documents pour servir à l'histoire de l'abbaye de Saint-Maixent, Archives historiques du Poitou Tome XVI, fatta dal duca d'Aquitania, Guglielmo Braccio di Ferro o Guglielmo Fortebraccio (937 – 996), compare già come conte del Maine.

## Matrimonio e discendenza
Ugo II dalla moglie, di cui non si conosce né il nome né gli ascendenti (secondo Les Seigneurs du Maine, molto probabilmente, era una donna della casa di Vermandois), ebbe quattro figli:
- Ugo[14] (ca. 960 - † 1015), conte del Maine[15];
- Folco del Maine (ca. 967 - † ca. 1000), citato come figlio senza essere nominato, nel documento n° I del Cartulaire du chapitre royal de Saint-Pierre-de-la-Cour du Mans, in cui il padre, Ugo II, fece una donazione ai monaci ed ai canonici della Collegiale Saint-Pierre-La-Cour[14], mentre viene citato col nome nella donazione n° LXI delle Chartes et documents pour servir à l'histoire de l'abbaye de Saint-Maixent, Archives historiques du Poitou Tome XVI[15];
- Eriberto «Baco» del Maine (ca. 970 - † ca. 1046), in un documento del 1014, del Cartulaire de Château-du-Loir, Archives historiques du Maine viene definito fratello del conte del Maine, Ugo III[16], mentre nel Cartulaire de Saint-Victeur au Mans 994-1400 , sempre in quel periodo controfirma due donazioni del fratello Ugo III, la prima, antecedente al 1014[17], la seconda ancora del 1014[18]. Fu tutore e reggente per conto del pronipote, Ugo IV, come viene ricordato negli Actus Pontificum Cenomannis in urbe degentium (Le Mans)[19] e poi, nel 1044, relegato in un monastero[20],
- molte figlie[21], citate senza essere nominate, nel documento n° I del Cartulaire du chapitre royal de Saint-Pierre-de-la-Cour du Mans, in cui il padre, Ugo II, fece una donazione ai monaci ed ai canonici della Collegiale Saint-Pierre-La-Cour[14].

### Fonti primarie
- (LA)  Monumenta Germanica Historica, tomus III.
- (LA)  Recueil des historiens des Gaules et de la France. Tome 9.
- (LA)  Cartulaire de l'abbaye de Saint-Cyprien de Poitiers, Archives historiques du Poitou Tome III.
- (LA)  Cartulaire de l'abbaye de Saint-Père de Chartres Tome I.
- (LA)  Cartulaire du chapitre royal de Saint-Pierre-de-la-Cour du Mans, Archives historiques du Maine Tome IV.
- (LA)  Chronique de Robert de Torigni, abbé de Mont-Saint-Michel Tome II.
- (LA)  Actus Pontificum Cenomannis in urbe degentium (Le Mans).
- (LA)  Chartes et documents pour servir à l'histoire de l'abbaye de Saint-Maixent, Archives historiques du Poitou Tome XVI.
- (LA)  Cartulaire de Saint-Victeur au Mans 994-1400.

### Letteratura storiografica
- Louis Halphen, Francia:gli ultimi Carolingi e l'ascesa di Ugo Capeto (888-987), cap. XX, vol. II (L'espansione islamica e la nascita dell'Europa feudale) della Storia del Mondo Medievale, 1999, pp. 636–661.
- Louis Halphen, "La Francia dell'XI secolo", cap. XXIV, vol. II (L'espansione islamica e la nascita dell'Europa feudale) della Storia del Mondo Medievale, 1999, pp. 770–806.